# Italo del Valle Alliegro
Ítalo Augusto del Valle y Alliegro. (8 de septiembre de 1939, Guatire, Estado Miranda, Venezuela) es un militar venezolano. Fue General del Ejército de Venezuela, alcanzando el Rango de General de División. Alcanzó a ejercer como Comandante del Ejército durante la crisis militar con Colombia en 1988, en la denominada Crisis de la corbeta Caldas de la Armada Colombiana, en aguas del Golfo de Venezuela, consiguiendo luego ejercer como Ministro de la Defensa durante los gobiernos de los Presidentes Jaime Lusinchi y Carlos Andrés Pérez, gobierno en el cual se produjo la serie de protestas y disturbios conocida como El Caracazo, situación por la cual, más de 22 años después, el 5 de octubre de 2011, pasa a juicio por su presunta responsabilidad en los hechos de esa fatídica revuelta popular. Posteriormente pasó a desempeñarse como miembro de la Comisión Permanente de Asuntos Fronterizos de la Cancillería durante 9 años.

## Infancia, familia e inicios
Ítalo Augusto del Valle y Alliegro nació el 8 de septiembre de 1939 en Guatire, Estado Miranda, Venezuela, hijo de Maria Alliegro, en el seno de una familia humilde de ascendencia italiana por parte de su madre. Se crio en la barriada de Catia, Parroquia Sucre, y asistió a la Escuela José Gervasio Artigas, una escuela pública de donde egresó de Educación Primaria. Se formó en el Liceo Fermín Toro en El Silencio de Caracas, donde al pasar a 4.º año ingresó a la Academia Militar de Venezuela en el año 1955; con ello comienza su Carrera militar a la edad de 15 años.

## Carrera militar

### Temprano ascenso
Del Valle ingresó a la Escuela Básica donde cursó sus dos primeros años como cadete, y graduándose de Bachiller, en el año 1957, y pasando a la Academia Militar de Venezuela en el año 1957 para culminar su carrera con el grado de Subteniente en el año de 1959, a los 19 años de edad, en la Promoción "Mariano Montilla", egresando además con el título de Licenciado en Ciencias y Artes Militares. 
Además se graduó en la Universidad Central de Venezuela con el título de Licenciado en Geografía, en el año 1968. Posteriormente, ya como Capitán, participa en la lucha antiguerrillera en el sector conocido como El Bachiller, Estado Miranda, donde no tuvo ninguna operación de carácter militar. Sus cargos de mando y promociones continuaron, alcanzando a desempeñarse en múltiples posiciones de Plana Mayor, Estado Mayor y Comandos, con lo cual ascendió hasta el rango de General de Dos Soles (General de división), habiendo obtenido múltiples medallas y condecoraciones nacionales e internacionales.

### Comandante de la Primera Brigada de Infantería
Asumió el cargo el 16 de julio de 1982. Durante su permanencia en el mismo, se fortalecieron las relaciones con las Fuerzas Militares de Colombia. Construyeron siete puestos fronterizos y se mejoraron los existentes, como fueron los de los Bancos en el Hato La Fe, Isla de Vapor e Isla Guardulio. Reestructuró y se le dio nombre al Batallón Vencedores de Araure, acantonado en Guasdualito. Se fortalecieron constantemente los nexos con las diferentes universidades de la región mediante un buen número de cursos dictados a profesionales universitarios de diferentes especialidades.
Para aquellos días, también fue creado el Cuerpo Auxiliar Femenino de la Primera Brigada. Participó activamente en las Jornadas de Regionalismo Andino, celebradas del 14 al 19 de noviembre de 1982, donde manifestó que "el renacimiento del regionalismo es un rasgo contemporáneo, agregando que una región constituye sobre la tierra un espacio preciso, pero no inmutable, inscrito en un marco natural dado y que responde a tres características esenciales: Los vínculos existentes entre sus habitantes, su organización en torno a un centro dotado de una cierta autonomía y su integración funcional en una economía global". El 12 de febrero de 1984 asumió el nuevo cargo como Comandante de la Brigada Blindada en Valencia, Estado Carabobo.

### Comandante de la Brigada Blindada
Asumió su nuevo cargo el día 15 de febrero de 1984. Se inició el proceso de estudio y evaluación para la recuperación del material rodante (Tanques AMX-30), el cual era perentorio adaptarlo a los requerimientos de la guerra moderna. Igualmente le tocó dirigir el Plan República para las elecciones regionales del domingo 27 de mayo de 1984. Fue Comandante del Desfile Militar del Día del Ejército en el Campo de Carabobo del 24 de junio de 1984 y 1985. Se creó el Ciclo Combinado General en Jefe José Antonio Anzoátegui que contara aproximadamente con 350 estudiantes para que los soldados de la Brigada pudiesen realizar sus estudios de Educación Media durante las horas nocturnas contando con la colaboración de un grupo de Profesores de los diferentes planteles de Valencia. Fue promovido en el ejercicio del cargo al grado de General de División el 27 de diciembre de 1984.

### Comandante de la Primera División de Infantería
Asumió el cargo en el mes de julio de 1985, donde incrementó el poder de combate de la División y la fortaleza de los puestos fronterizos. Igualmente, concretó convenios con las universidades zulianas y mejoró el nivel de vida del personal de tropa. Se esforzó por mejorar el rendimiento agrícola en la granja militar La Yolanda, ubicada en la zona del Guasare. Mejoró sustancialmente las relaciones limítrofes entre Venezuela y Colombia, mediante la realización de cuatro reuniones bilaterales de primer nivel, donde participaron los comandantes de las grandes unidades de combate y de las unidades superiores de ambos ejércitos, a fin de intercambiar información para combatir de manera más eficaz el problema del narcotráfico, lo que incrementó también la mejoría de las relaciones.
Logró que dentro de las inversiones del Plan Trienal para el Estado Zulia fuera incluido el mejoramiento de la carretera hasta El Guasare, donde está ubicada la Hacienda La Yolanda, en la cual, mediante convenios suscritos entre LUZ, URU y la Universidad Rafael María Baralt, el ejército cumple labores agropecuarias. Echó las bases, para la creación de una nueva granja agrícola en la zona del Río Socuavo. Se mejoró sustancialmente la atención al personal de conscriptos en la Circunscripción Militar de La Concepción, donde se eliminaron las colas de madres y familiares para visitar a sus hijos en el centro de alistamiento, y esto fue un cambio fundamental reconocido por todo el Estado Zulia. Creó, a un costo de Bs. 1.300.000,00, una moderna enfermería para el personal de tropa. Dicho costo fue asumido conjuntamente por la Gobernación del Estado y el Ministerio de la Defensa.
Se formalizó la fundación del Grupo de Lanzacohetes Múltiples de 160mm General en Jefe "José Gregorio Monagas", con sede en el Cuartel Libertador. Se firmaron y ampliaron los convenios suscritos con la Universidad del Zulia, en acto realizado en el comando de la División donde asistieron el Rector José Ferrer y doce decanos. Por primera vez se realizó una demostración de tiro en la región de Quisiro, Estado Zulia, con el grupo de Lanzacohetes José Gregorio Monagas. La prueba fue hecha a un alcance de 27 km con la batería emplazada en Quisiro y la zona de blanco en Caigua, Estado Falcón. La maniobra fue catalogada de exitosa. El día 23 de octubre de 1985, recibió las Llaves de la Ciudad de Santa Marta, de manos del Alcalde de dicha Ciudad, Dr. Elias George González, en acto efectuado en la Quinta de San Pedro Alejandrino. Igualmente, el día 19 de julio de 1986 recibió la Condecoración Comendador Orden del Mérito de la República de Italia, la cual fue entregada por el embajador de Italia en Venezuela, Massimiliano Bandini.

### Jefe de Estado Mayor del Ejército
Asumió el cargo en el mes de julio de 1986. En el mismo le tocó, por instrucciones del comandante general del Ejército, general Eliodoro A. Guerrero Gómez, avocarse a la presentación de estudios para la reestructuración administrativa y operativa del Ejército. Ejerció un control sobre todo el Estado Mayor que le permitió asesorar al comandante general en el cumplimiento de sus funciones.

### Ministro de Defensa
Fue el primer ministro de la Defensa de Venezuela en hacer una visita oficial a la República de Popular de China el 9 de septiembre de 1988, siendo el embajador de Venezuela en la República Popular China Leonardo Díaz González. Fue alojado en la residencia estatal Diao Yutai. Visitó el Museo Militar, el acto de bienvenida estuvo dirigido por el Coronel General Qin Jiwei, Ministro de D.N. de la República Popular de China.

Respuesta militar durante el Caracazo.

Fue comandante del Plan República en diciembre de 1988 para las elecciones presidenciales, donde resultó elegido Carlos Andrés Pérez, quien lo ratificó en su cargo. A los pocos días de haber asumido como Presidente de la República se presentaron revueltas callejeras y saqueos principalmente en la ciudad de Caracas sucesos conocidos con el transcurso del tiempo como «El Caracazo», siendo el encargado de restablecer el orden exitosamente en pocos días.
En agosto de 2009, fue imputado en relación con el Caracazo. En julio de 2010, el Tribunal Supremo de Justicia de Venezuela revocó una sentencia del tribunal de apelación que había declarado el caso prescrito.

## Retiro militar y actividades desempeñadas
- Presidente del Desarrollo Turístico Puerto Real, Margarita, Estado Nueva Esparta (1989-1994).

- Comisionado Presidencial en la Comisión Presidencial para Asuntos Fronterizos Colombo-Venezolanos COPAF (1992-1998). Áreas de Competencia: Seguridad, Infraestructura Vial y Comunicacional dentro del Pacto Andino. Desarrollo e Integración.

- Miembro del Directorio de Pro-Venezuela (1989-1993).

- Presidente de Marte TV (1997-1999).

- Consultor de la Línea Aeropostal de Venezuela (1999-2001).

- Director de la Empresa Interamerican Data Consulting – Compuserman (2001 – 2006).

- Director de la Empresa Regius Group (2006 – Presente).